# Araecerus
Araecerus är ett släkte av skalbaggar som beskrevs av Carl Johan Schönherr 1823. Araecerus ingår i familjen plattnosbaggar.

## Bildgalleri

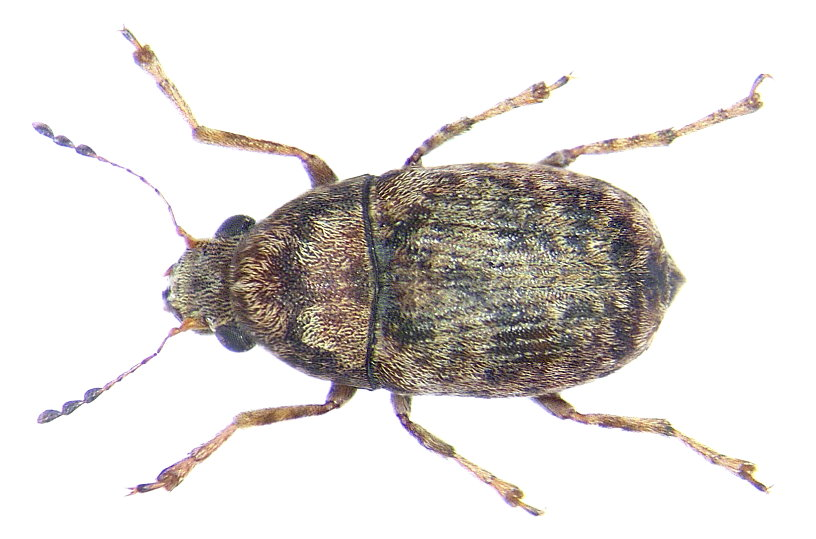
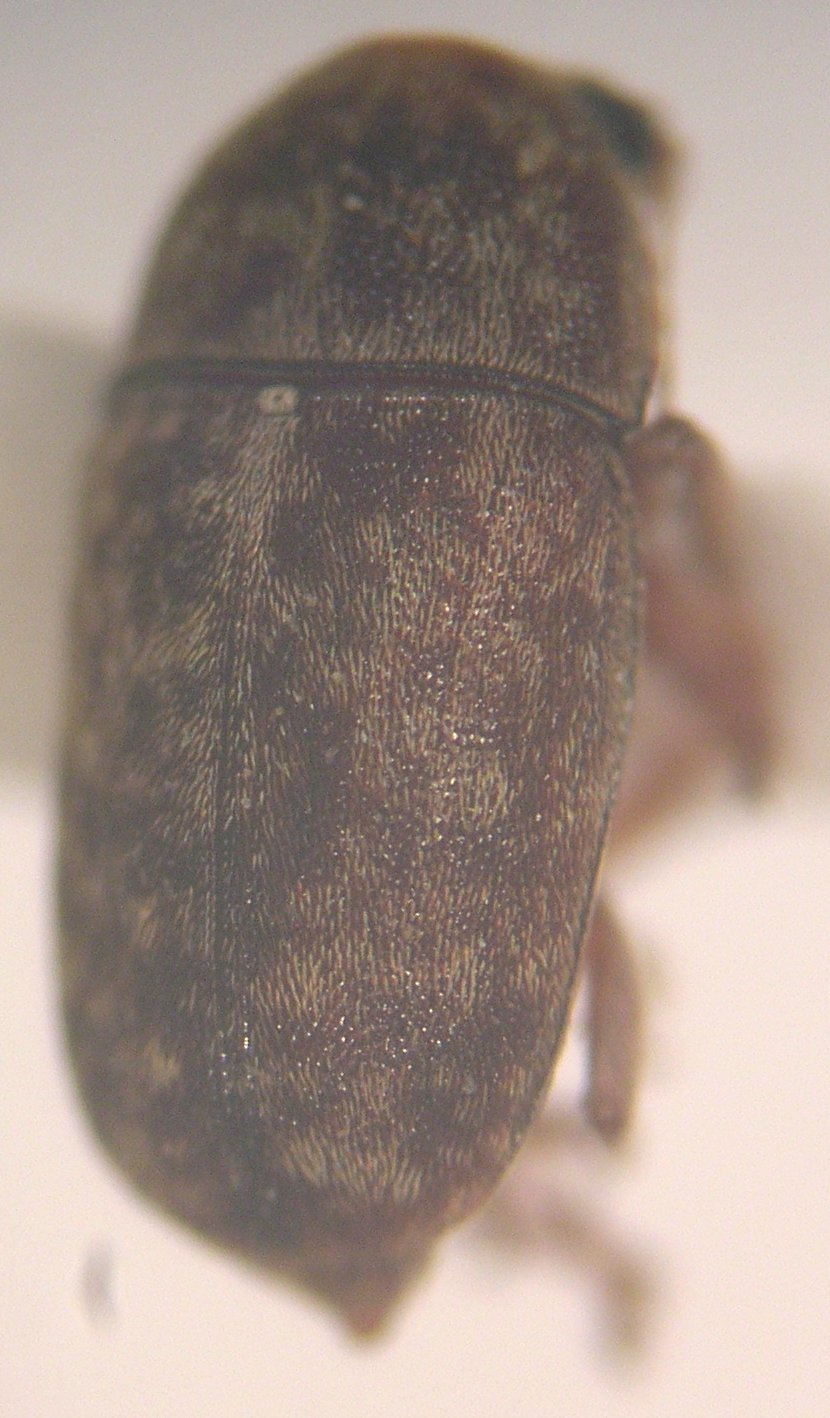
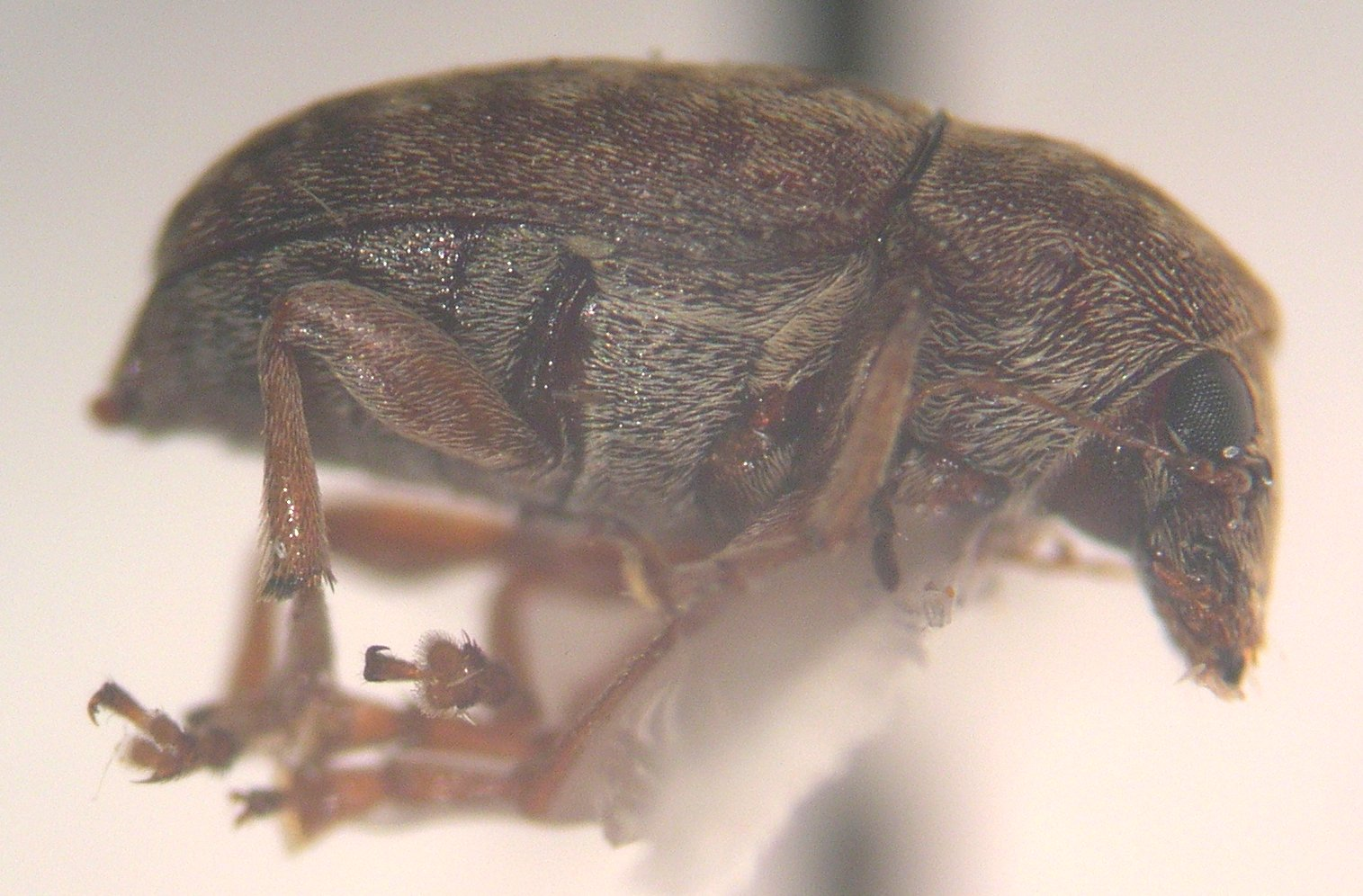

## Dottertaxa tillAraecerus, i alfabetisk ordning[1][2]
- Araecerus acutus
- Araecerus alboscutatus
- Araecerus alternans
- Araecerus alternatus
- Araecerus arafurus
- Araecerus areolatus
- Araecerus asperulus
- Araecerus bicristatus
- Araecerus bradytus
- Araecerus cacao
- Araecerus candicans
- Araecerus cautus
- Araecerus centrimaculatus
- Araecerus coffeae
- Araecerus conabilis
- Araecerus constans
- Araecerus convexus
- Araecerus corporaali
- Araecerus crassicornis
- Araecerus cyrtus
- Araecerus elegans
- Araecerus eudelus
- Araecerus fallax
- Araecerus fasciculatus
- Araecerus fragilis
- Araecerus fuscopictus
- Araecerus gibbicollis
- Araecerus greenwoodi
- Araecerus grisescens
- Araecerus griseus
- Araecerus insularis
- Araecerus intangens
- Araecerus irresolutus
- Araecerus japonicus
- Araecerus koebelei
- Araecerus levipennis
- Araecerus lindensis
- Araecerus lutatus
- Araecerus mordellinus
- Araecerus nitidus
- Araecerus niveovariegatus
- Araecerus notandus
- Araecerus omphalus
- Araecerus pardalis
- Araecerus peregrinus
- Araecerus pumilus
- Araecerus rhodopus
- Araecerus rotundatus
- Araecerus rufipes
- Araecerus sambucinus
- Araecerus seminarius
- Araecerus silex
- Araecerus simulatus
- Araecerus suavis
- Araecerus sublevis
- Araecerus subnotatus
- Araecerus suturalis
- Araecerus tarsalis
- Araecerus varians
- Araecerus vieillardi